# Malatia-Sebastia
Malatia-Sebastia (armeniska: Մալաթիա-Սեբաստիա) är ett av de tolv distrikten i Armeniens huvudstad Jerevan. Malatia-Sebastia ligger i västra delen av Jerevan. Det gränsar till distrikten Ajapnyak i norr, Kentron i öster och Sjengavit i söder. Det hade 2011 en befolkning på 132.900.
Namnet Malatia-Sebastia kommer från två tidigare armeniska bosättningar i dagens Turkiet: Malatya och Sivas. År 1925 grundade överlevare av det armeniska folkmordet från staden Malatya bosättningen Malatia väster om Jerevans centrum. Två år senare grundades bosättningen Sebastia norr om Malatia, huvudsakligen av folkmordsöverlevare från Sebastia (numera Sivas). 
Zvartnots internationella flygplats ligger i den sydvästra utkanten av Malatia-Sebastia.

## Bildgalleri

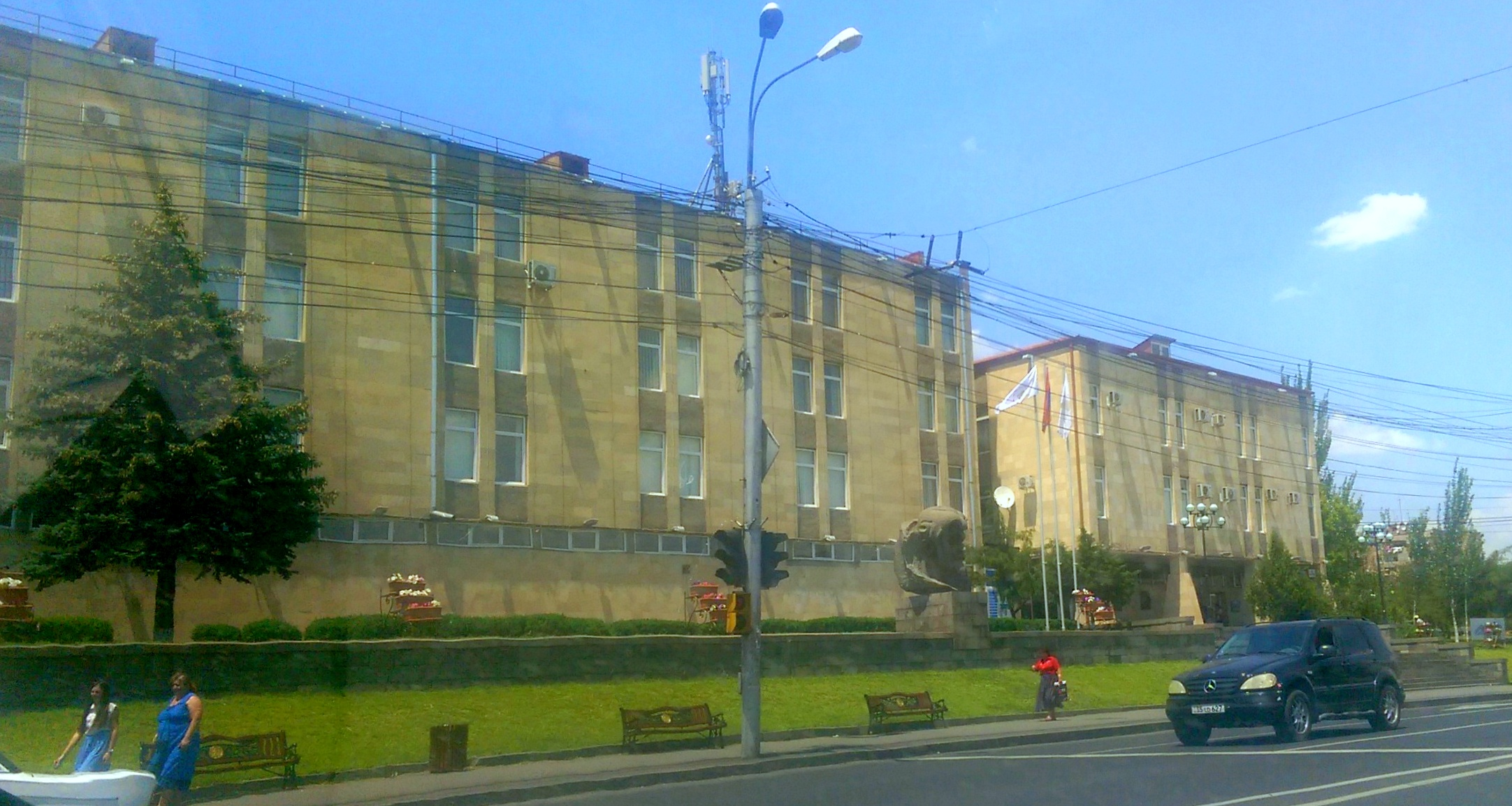
Malatia-Sebastia distriktsadministrationsbyggnad
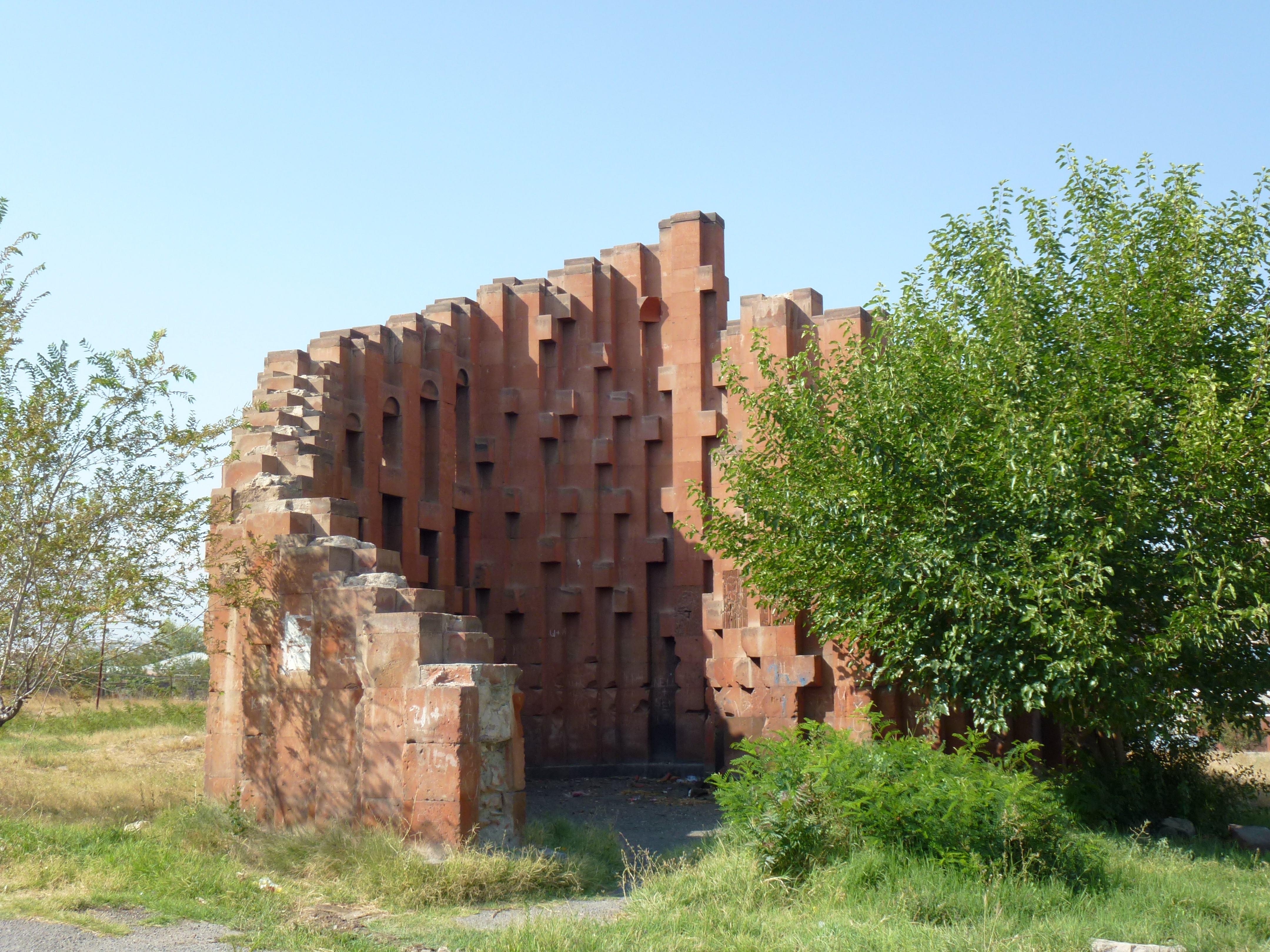
Minnesmärke över Nagorno-Karabach-kriget
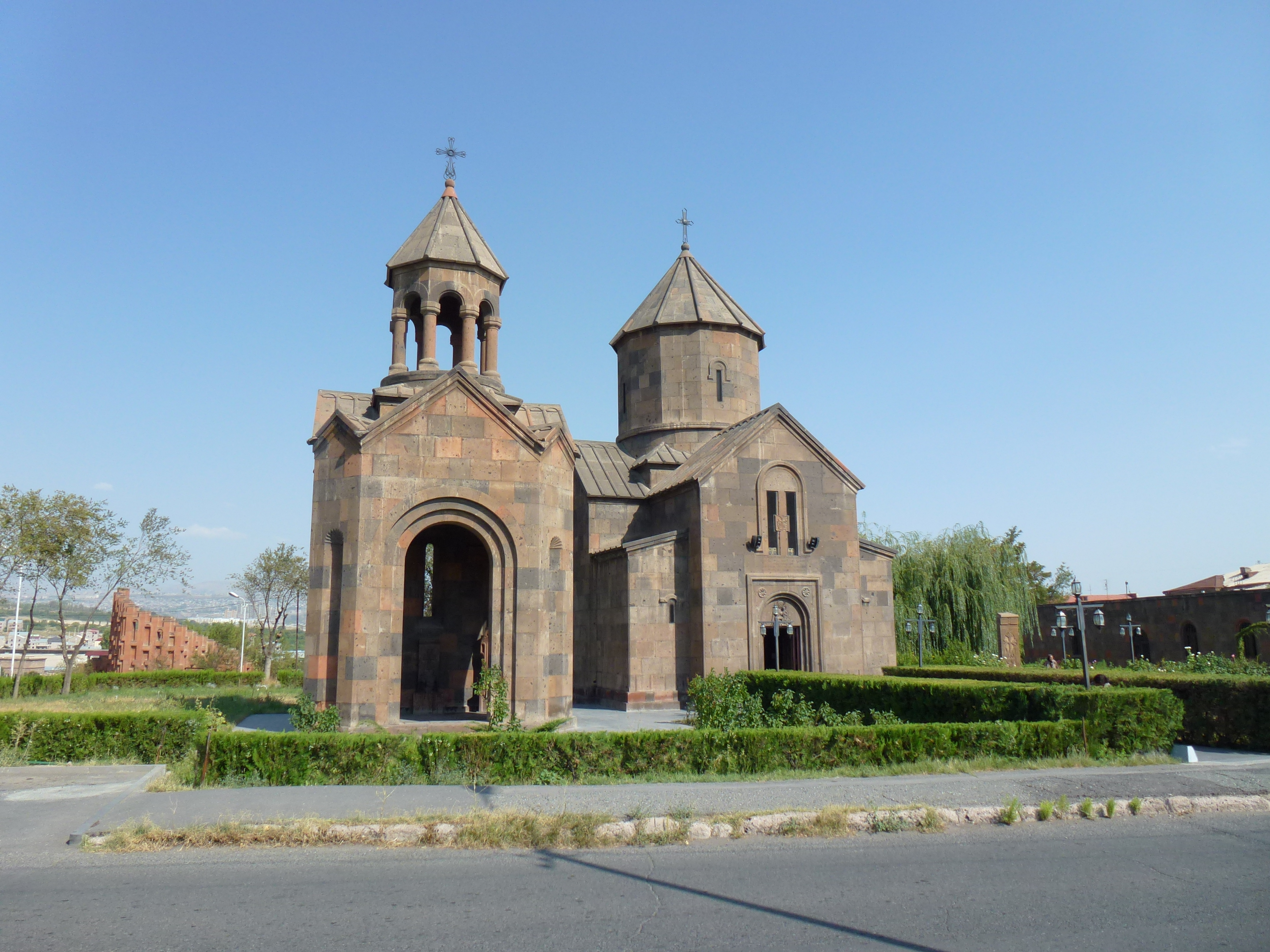
Heliga Guds moders kyrka i Malatia
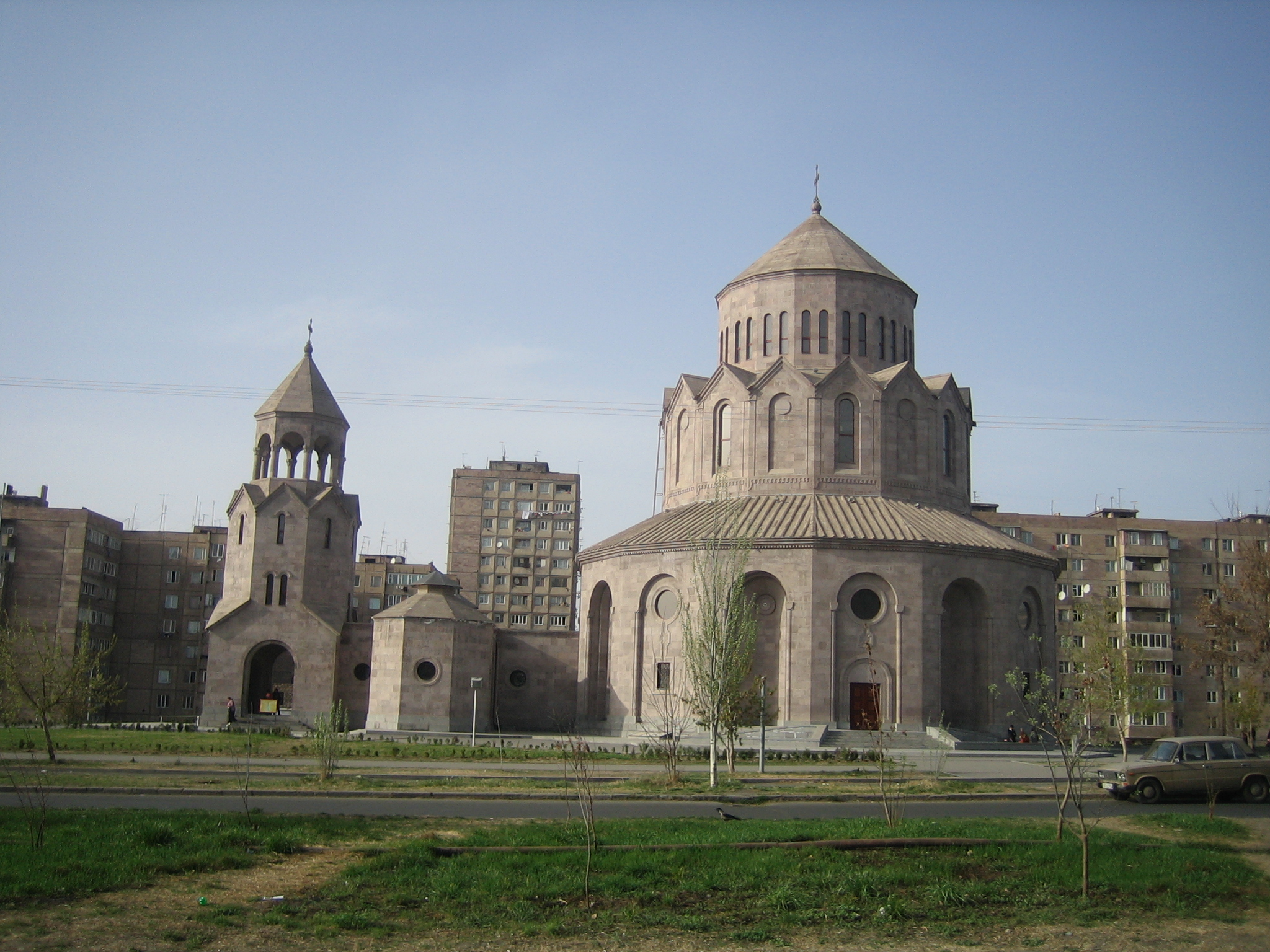
Heliga Trefaldighetskyrkan
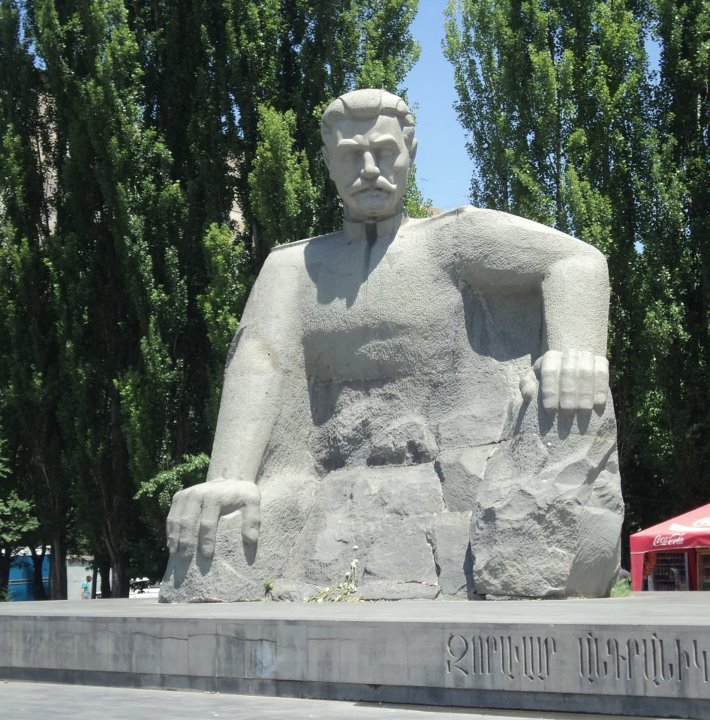
Staty av Rafik Sargsian föreställande general Andranik Ozanjan
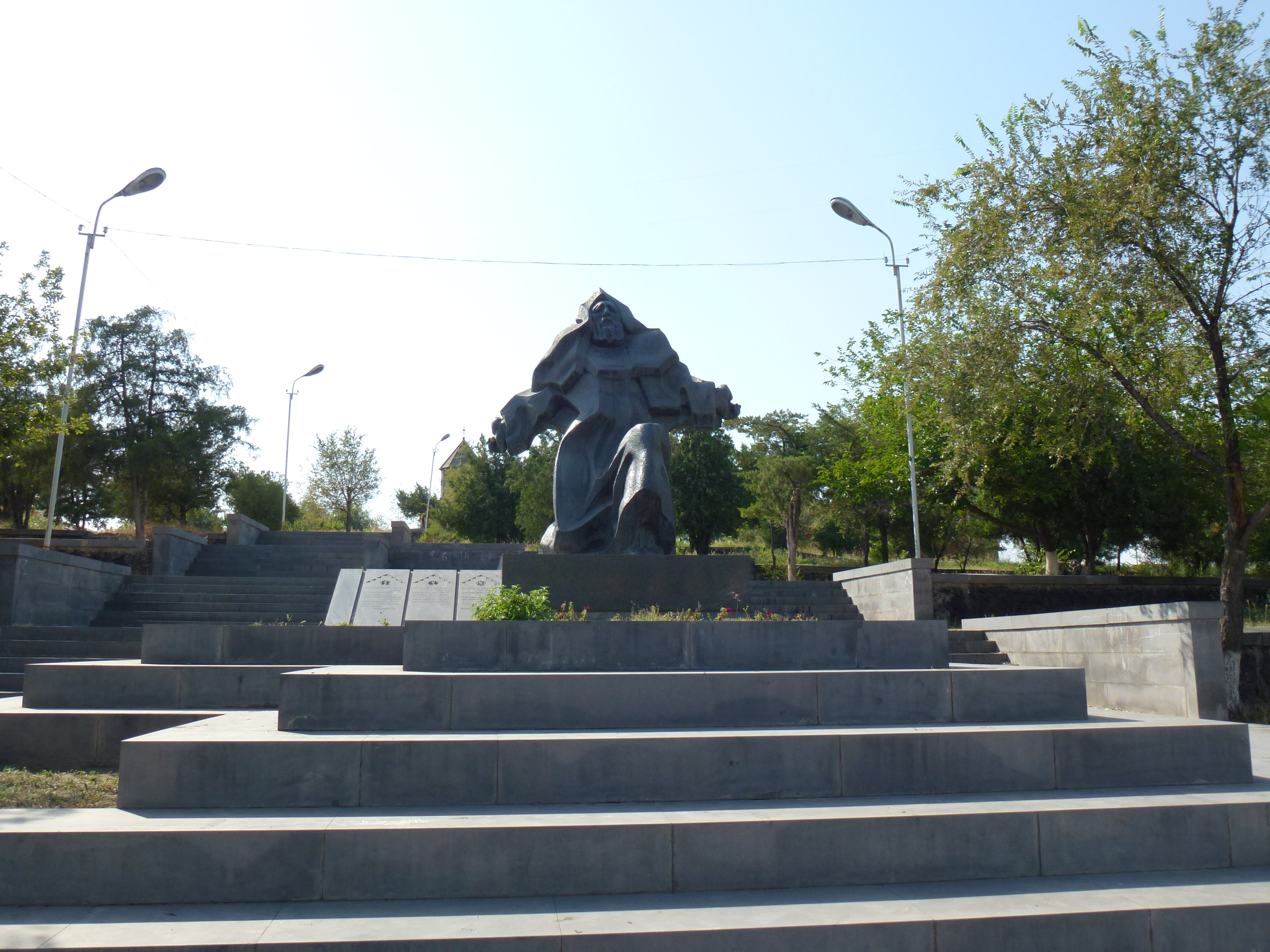
Staty av Gregorios av Narek

## Källor

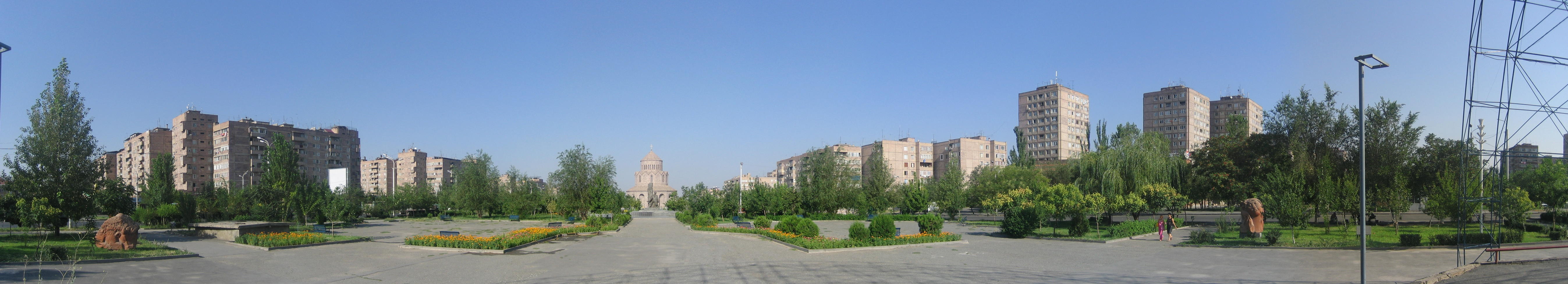
Vy av Malatia-Sebastia